# Tyrone Loran
Tyrone Loran (nacido el 29 de junio de 1981) es un exfutbolista internacional de las Antillas Neerlandesas que se desempeñaba en el terreno de juego como lateral derecho y defensa central. Comenzó su carrera con el FC Volendam, dos años más tarde se marchó a Inglaterra para jugar con el Manchester City F.C. de la Premier League. 

## Clubes
| Club                          | País         | Año           |
| ----------------------------- | ------------ | ------------- |
| FC Volendam                   | Países Bajos | 2000–2002     |
| Manchester City F.C.          | Inglaterra   | 2002–2003     |
| Tranmere Rovers Football Club | Inglaterra   | 2003–2005     |
| Port Vale Football Club       | Inglaterra   | 2005–Préstamo |
| RBC Roosendaal                | Países Bajos | 2005–2007     |
| NAC Breda                     | Países Bajos | 2007–2011     |
| De Graafschap                 | Países Bajos | 2011–2013     |

## Carrera profesional
Comenzó su carrera en el club neerlandés de segunda división FC Volendam en el año 2000. En abril de 2002 se traslada a la Premier League con el Manchester City, y fue firmado de forma permanente en agosto por £ 60.000, con pocas apariciones en el club. En diciembre de 2002 se marcha a Tranmere Rovers Football Club en calidad de préstamo, luego firmó un contrato permanente con Rovers en mayo de 2003 ya que el club le pagó al Manchester City una cantidad no revelada. 
debido a una lesión en una de sus rodillas la cual requirió cirugía, En la temporada 2003-04 , después de haber jugado sólo dos juegos desde el inicio de la temporada, se fue al Port Vale Football Club en calidad de préstamo en diciembre de 2004 el Port Vale intentó ficharlo definitivamente, pero en su lugar decide regresar a los Países Bajos para fichar por el RBC Roosendaal de la Eredivisie en ese entonces.

## Carrera internacional
Tyrone Loran Aparece de manera internacional con la selección de fútbol de las Antillas Neerlandesas en las eliminatorias rumbo a la Copa Mundial de Fútbol de 2010 el 26 de marzo de 2008 anota su primer gol de forma internacional al minuto 42 vs la selección de fútbol de Nicaragua partido correspondiente a las eliminatorias Concacaf rumbo a Sudáfrica 2010.